# Ejército cruzado

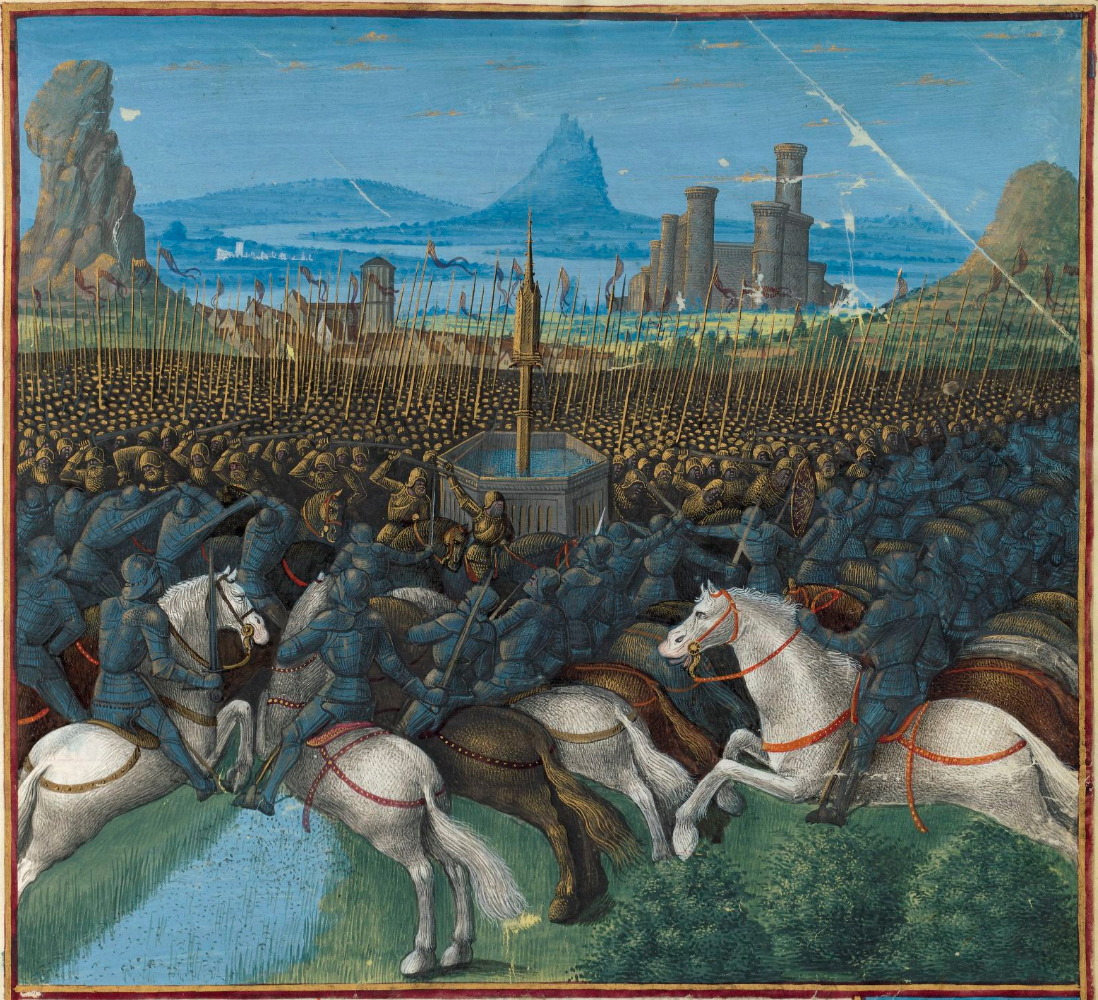
Representación de como fue la batalla

El ejército cruzado comienza con la formación del primer estado cruzado, el Condado de Edesa en 1097, y termina en Tierra Santa, con la pérdida de Ruad, el último bastión cristiano en 1302.

## Historia

### Guerra con los selyúcidas
La guerra Cruzado-Selyúcida comenzó cuando en la Primera Cruzada arrebataron el territorio de los turcos selyúcidas en el sitio de Nicea en 1097 y duró hasta 1128 cuando Zengi se convirtió en atabeg de Alepo. En esta última época, los zangies se convirtieron en la principal amenaza de los cruzados del oriente y del norte. El conflicto se luchó entre los cruzados europeos por un lado, y los turcos selyúcidas y sus estados vasallos por el otro. Sin embargo, los emiratos musulmanes de Siria en ocasiones se aliaban con los cristianos contra los estados rivales. La guerra coincidió con la conquista inicial de los cruzados de Tierra Santa y el período inmediato de expansión de estos.

### Primera Cruzada
Después de la Primera Cruzada y de que fuera capturada Nicea junto con su guarnición selyúcida, los cruzados penetraron en el interior de Anatolia. En la reñida batalla de Dorilea, los cruzados derrotaron al principal ejército selyúcida. En 1098 el ejército franco comenzó el asedio de Antioquía que capturó con éxito. Llevaron a cabo en su conquista al derrotar a un ejército enviado por el sultán selyúcida de Bagdad. El grueso del ejército latino pasó, la captura de una importante ciudad en el asedio de Ma'arrat al-Numan.
Después de esta victoria, muchos de los emires locales colaboraron con los cristianos con la esperanza de que seguirían adelante y sin problemas gobernando el territorio, y no fueran reemplazados. Los cruzados pronto se trasladaron fuera del territorio selyúcida y pasaron a la captura de la Ciudad Santa del Egipto fatimí con gran derramamiento de sangre en el asedio de Jerusalén en 1099.

### Contratiempos cruzados 1100-1104
La cadena de éxitos cruzados pronto llegó a su fin. Bohemundo I de Antioquía fue capturado por los turcos Danisméndidas en la Batalla de Melitene en el año 1100. La Cruzada de 1101 terminó en desastre cuando tres columnas separadas cruzadas fueron emboscadas y prácticamente aniquiladas por los ejércitos selyúcidas en el centro de Anatolia. Algunos de los líderes bien armados y bien montados, sobrevivieron, pero la mayoría de los soldados a pie y seguidores fueron asesinados o esclavizados. Una decisiva derrota sufrieron los cruzados en la batalla de Harrán en 1104, “terminando para siempre con la expansión de los francos hasta el Éufrates”.

### Consolidación cruzada 1105-1109
En 1105, Toghtekin de Damasco envió una fuerza turca para ayudar al Egipto fatimí, pero el ejército combinado fue derrotado en la tercera batalla de Ramla. Ese año en la Batalla de Artah, el ejército del Principado de Antioquía bajo Tancredo obtuvo una gran victoria sobre Fajr al-Mulk Radwan de Alepo. Esto puso a la defensiva a Alepo durante los siguientes años. El asedio de siete años de Trípoli finalmente terminó en 1109 cuando el puerto cayó y se convirtió en la capital del condado latino de Trípoli.

### Contraataque selyúcida 1110-1119
A partir de 1110, el sultán selyúcida Muhammad I en Bagdad ordenó la invasión de los estados cruzados durante seis años consecutivos. En 1110, 1112 y 1114 la ciudad de Edesa fue el objetivo; en 1113 fue invadida Galilea; y en 1111 y 1115 las posesiones latinas, que estaban al este del Orontes entre Alepo y Shaizar.
En la Batalla de Shaizar (1111) los cruzados bajo el rey Balduino I de Jerusalén lucharon contra el ejército de Mawdud de Mosul, en una larga escaramuza ante las murallas de la ciudad siria. Mawdud derrotó al ejército de Balduino en la batalla de Al-Sannabra en 1113. Después de una prolongada campaña, el ejército de Bin Bursuq de Hamadan fue derrotado por el ejército de Antioquía de Roger de Salerno en 1115 en la batalla de Sarmin. A partir de entonces, los estados sucesores Selyúcidas realizaban constantes guerras contra los estados francos.
Ilghazi de Mardin y Alepo destruyó el ejército de campaña de Antioquía y mató a Roger de Salerno en la batalla de Ager Sanguinis en junio de 1119. Balduino II de Jerusalén recuperó la situación por el rápido refuerzo de Antioquía con las fuerzas del Reino de Jerusalén y el condado de Trípoli, ganando la batalla de Habacuc en agosto.

### Consolidación cruzada 1120-1128
El año 1124 supuso la caída de Tiro ante los cruzados. En 1125, los cruzados triunfaron en la batalla de Azaz, poniendo a Alepo de nuevo a la defensiva. Sin embargo, los francos fueron derrotados en la Batalla de Marj es-Suffar en 1126, perdiendo tantos hombres que no fueron capaces de capturarDamasco.

## Guerra con los zengídas
La guerra con los zengídas comenzó cuando Zengi asumió el gobierno de Alepo en 1128 y terminó cuando su hijo Nur al-Din, el señor de Alepo y Damasco, murió en 1174. Aunque los zangíes eran técnicamente selyúcidas, representaban una amenaza para los estados de los cruzados por su propio derecho.

### Zengi
En 1127, Zengi fue confirmado como atabeg de Mosul por el sultán selyúcida Mahmud II. Cuando también se convirtió en señor de Alepo al año siguiente, los recursos combinados de las dos ciudades le hicieron una gran amenaza para los estados cruzados. Sin embargo, Zengi primero conspiró contra los emiratos de Homs y Damasco.
En 1135, Zengi se dirigió contra el Principado Latino de Antioquía. Cuando los cruzados no lograron poner un ejército en el campo para oponerse a él, tomó las ciudades de Siria Atharib, Zerdana, Ma'arrat al-Numan y Kafr Tab. Derrotó al rey Fulco de Jerusalén en 1137 en la Batalla de Ba'rin. Posteriormente, se apoderó del castillo Ba'rin que nunca recuperaron los cruzados. En 1138, ayudó a repeler un ataque franco-bizantino en Shaizar. Debido a sus constantes esfuerzos por apoderarse de Damasco, la ciudad se alió con el Reino Latino de Jerusalén.
El mayor logro de la carrera de Zengi ocurrió cuando actuó contra el estado cristiano de Edesa cuando el grueso de sus fuerzas estaba haciendo campaña en otra parte. En el Sitio de Edesa asaltó y capturó la ciudad. La parte occidental del Condado de Edesa permaneció en manos de los cruzados por solo unos cuantos años más antes de extinguirse.
Zengi fue asesinado por un esclavo franco en 1146. Fue sucedido como gobernante de Alepo por su hijo Nur al-Din, mientras que su hijo mayor Saif ad-Din Ghazi I le sucedió en Mosul.

### Nur ad-Din
Nur al-Din aplastó un breve intento de los francos para volver a ocupar Edesa en 1146. Al año siguiente, ayudó a un rival de la ciudad de Damasco a repeler una expedición de los cruzados en la batalla de Bosra. En 1148, en la Segunda Cruzada se vio obligado a levantar el asedio de Damasco, cuando los ejércitos de Nur al-Din y su hermano Saif aparecieron en los alrededores. El ejército de Antioquía fue aniquilado en la batalla de Inab en 1149.
Nur al-Din se convirtió en señor de Mosul, en 1149. Conquistó el resto del condado de Edesa poco después de la batalla de Aintab de 1150. Los siguientes años, volvió su atención a Damasco, excepto cuando tomó brevemente el puerto cruzado de Tortosa en 1152. Con un golpe de Estado, finalmente se hizo con el control de Damasco en 1154. Durante varios años después se vio envuelto en los asuntos de Mosul. En 1157, derrotó a los francos en la batalla del Lago Jule.
En 1163, el rey Amalarico de Jerusalén emprendió las invasiones de los cruzados en Egipto contra de la desintegración de Califato fatimí. Para contrarrestar esto, Nur ad-Din envió a sus propias fuerzas para intervenir en la guerra civil fatimí. Ese año, fue derrotado en la batalla de al-Buqaia, en Siria. En 1164 ganó una gran victoria sobre los cruzados en la batalla de Harim y pasó a la conquista de Banias. En Egipto, su general Shirku ganó la batalla de al-Babein en 1167, pero la guerra se prolongaba. Shirku triunfó en 1169, pero murió poco después.
A Shirku le sucedió su lugarteniente Saladino, uniendo así a todos los territorios zenguíes en un vasto imperio. Sin embargo, el nuevo señor de Egipto se negó a actuar como vasallo de Nur al-Din: Saladino se proclamó sultán en 1171 y fundó la dinastía ayubí. Nur al-Din planeaba actuar contra el advenedizo, pero murió en 1174. Con su muerte, el imperio zneguí se vino abajo.

## Guerra con el Egipto fatimí
La guerra con el Egipto fatimí comenzó cuando la primera cruzada invadió el territorio fatimí y empezó el asedio de Jerusalén en 1099. Poco después, los cruzados atacaron y capturaron la ciudad. La guerra entre el recién creado reino latino de Jerusalén y el Egipto fatimí continuó hasta que Saladino se convirtió en el gobernante efectivo de Egipto en 1169.

### Jerusalén
No bien había tomado el Egipto fatimí Jerusalén de los selyúcidas, cuando la Primera Cruzada apareció desde el norte. El 15 de julio de 1099, los cruzados atacaron con éxito la ciudad y la saquearon violentamente.
Los cruzados aplastaron un primer intento por los fatimíes para recuperar la ciudad santa, al ganar la Batalla de Ascalón en 1099. Sin embargo los egipcios fueron capaces de aferrarse a la fortaleza clave, que sirvió como punto de partida para incursiones en el recién creado Reino de Jerusalén hasta 1153 cuando cayó en el Asedio de Ascalón.

### Contraataque fatimí
El capaz visir de Egipto, Al-Afdal Shahanshah, montó una serie de invasiones "casi todos los años" contra el reino cruzado desde 1100 hasta 1107. Los ejércitos egipcios lucharon tres grandes batallas de Ramala en 1101, 1102 y 1105, pero fracasaron. Después de esto, el visir se contentó con el lanzamiento de las frecuentes incursiones en territorio franco de su fortaleza costera de Ascalón. En 1121, al-Afdal fue asesinado.
El nuevo visir, Al-Ma'mum, organizó una gran invasión a las tierras de los cruzados. Esto llegó a pesar en la batalla de Yibneh en 1123. Para protegerse contra las incursiones de Ascalón, los cruzados comenzaron a rodear el puerto estratégico con un anillo de castillos. Construido entre 1136 y 1149, los baluartes estaban en Ibelín (Yibneh) a 20 kilómetros al noroeste de Ascalón, Blanchegarde (Tell es-Safi) a 15 millas al este-noreste, Gibelino (Bait Jibrin) a 18 millas al este, y en Gaza a 12 millas al sursudoeste.

### Debilidades fatimí
Después de la caída de Ascalón, Egipto dejó de ser una amenaza para los estados cruzados hasta la llegada de Saladino. El régimen fatimí se dividió en facciones enfrentadas. De 1163 a 1169, Egipto se convirtió en el premio de una lucha entre el rey Amalrico de Jerusalén y Nur ed-Din de Siria como las facciones fatimí invitaban un lado u otro para intervenir en la guerra civil.
En 1169, el general de Nur ed-Din, Shirkuh tomó el Cairo por última vez y se proclamó rey de Egipto. Murió de repente, dos meses después y Nur ed-Din designó al joven sobrino de Shirkuh Saladino como su sucesor. Como había dirigido su antecesor, Saladino despiadadamente erradicó el islam chiita en Egipto, que había florecido bajo los fatimíes. Pero, en lugar de actuar como vasallo de Nur ed-Din, Saladino tomó el poder en sus propias manos. En 1171 depuso al último califa fatimí.

### Ejércitos cruzados
Un típico ejército cruzado consistía en un núcleo de caballería pesada en cota de malla blandiendo lanzas y espadas que utilizaban los llamados caballeros. Estos fueron apoyados por la mucha más numerosa infantería armada con arcos y lanzas. La carga de la caballería pesada franca desarrollaba un tremendo poder de choque. Con un poco de la hipérbole, la historiadora contemporánea bizantina Ana Comnena señaló que un franco a caballo "haría un agujero a través de los muros de Babilonia." Los caballeros se unían a veces por escuderos montados o turcopolos que estaban menos fuertemente armados. Mientras que la caballería cruzada representaba la principal fuerza ofensiva en la batalla, pero que "habría sido completamente inútil si no hubieran recibido el apoyo de la infantería".
A menudo, la infantería abría la batalla con una andanada de flechas, con los jinetes en la retaguardia. Cuando una oportunidad para una carga con éxito aparecía, la infantería abriría filas para permitir que la caballería pesada avanzara. Si el caballo sufría un revés, podrían caer detrás de los soldados latinos de a pie. La infantería franca habría tenido un poder defensivo considerable, pero no podía resistir por mucho tiempo si no era apoyada por su caballería pesada.

### Ejércitos fatimí
Los ejércitos egipcios de la época se componían de masas de arqueros del Sudán con el apoyo de la caballería árabe y bereber. Dado que los arqueros iban a pie y los jinetes esperaban un ataque con lanza y espada, un ejército fatimí tenía exactamente el mismo tipo de destino inmóvil que la caballería pesada franca excelente en el ataque. A excepción de la tercera batalla de Ramleh en 1105, cuando Toghtekin de Damasco envió un contingente de turcos selyúcidas para ayudar a los egipcios, los fatimíes no usaron arqueros a caballo.
Considerando que los cruzados desarrollaron un saludable respeto por las tácticas de acosar y rodear de los arqueros a caballo turcos, tendían a descartar la eficacia de los ejércitos egipcios. Mientras que el exceso de confianza llevó a un desastre cruzado en la segunda batalla de Ramleh, el resultado más frecuente era una derrota fatimí. "Los francos jamás hasta el reinado de Saladino, temieron a los egipcios como lo hicieron los ejércitos musulmanes de Siria y Mesopotamia."

## Guerra de los Lombardos
La Guerra de los Lombardos (1228-1242) fue una guerra civil en los Reinos de Jerusalén y Chipre entre los "Lombardos" (también llamados imperialistas), que representaban al Emperador del Sacro Imperio Romano Germánico Federico II Hohenstaufen, llamados así porque gran parte de ellos pertenecían a Lombardía, y la nobleza autóctona, liderada por la Familia Ibelín, y posteriormente por la Familia Montfort. La guerra fue provocada por Federico II al intentar tomar el control de la regencia de su joven hijo, Conrado II de Jerusalén. Federico y Conrado pertenecían a la Dinastía Hohenstaufen.

## Fuerzas cruzadas
El ejército de la Primera Cruzada que llegó a Asia Menor en 1097 fue un tipo de peregrinación armada. Una expedición anterior, la Cruzada Popular, formada por campesinos y caballeros de menor rango llegaron a Asia Menor, en agosto de 1096, pero fueron derrotados por las fuerzas selyúcidas un mes más tarde. Más tarde la fuerza llamada Cruzada del príncipe, que sucedió en la toma de Jerusalén y dio comienzo a los estados cruzados, fue la representante de los ejércitos europeos. Los ejércitos cruzados contenían caballería pesada, infantería y tropas que iban como arqueros o ballesteros. El liderazgo original estaba a cargo de los caballeros de alto rango de la moderna Francia. Posteriormente, otros monarcas de la Europa Occidental participaron como Federico I, emperador del Sacro Imperio Romano desde el Sacro Imperio Romano y Ricardo I de Inglaterra en la Tercera Cruzada de 1189-1192. La larga distancia a Oriente Medio y la dificultad en atravesar territorio hostil a menudo daba como resultado que las fuerzas cruzadas estaban relativamente superadas en número por las naciones vecinas preexistentes. Hubo llamamientos regulares para refuerzos de los estados cruzados para tratar de aliviar este problema. Varios llamamientos daban lugar a nuevas Cruzadas.

### Impacto de los ejércitos cruzados
Después de la Batalla de Manzikert, los bizantinos sufrieron una aplastante derrota contra los turcos, y perdiendo mucho territorio. El emperador bizantino Alejo I Comneno pidió que mercenarios del oeste le ayudaran en la lucha contra los turcos. En respuesta, el Papa Urbano II durante el Concilio de Clermont declaró una peregrinación armada a Tierra Santa. Los cruzados ayudaron a Bizancio en tal proporción que para 1143, a la muerte de Juan II Comneno, el imperio bizantino fue, una vez más en una superpotencia y los cruzados tuvieron el control de una parte considerable de Levante, junto con Jerusalén, que no cayó hasta 1187.
Un gran número de Estados Cruzados se formaron, la mayoría de ellos independiente de las potencias europeas, aunque el Imperio Bizantino había hecho valer a los estados cruzados como "protectorados".
A fines del siglo XIII, las cruzadas ya no eran de beneficio, lo que debilito a los bizantinos más que a los turcos y sarracenos. La expansión naval de los venecianos y los latinos, a expensas del imperio bizantino creó tensas relaciones.

### Composición
Los ejércitos cruzados no solo fueron dominados por la caballería pesada, pero más aún por la infantería de varias clases. Las tropas llevadas fueron de diferentes nacionalidades y la mayoría de las cruzadas contenían una gran variedad de tropas de diferentes partes de Europa. Por ejemplo, durante la Tercera Cruzada, Ricardo Corazón de León tenía 2.000 ballesteros genoveses.